# Acide 5,6-dihydroxyindole-2-carboxylique
L'acide 5,6-dihydroxyindole-2-carboxylique (DHICA) est un métabolite de la biosynthèse de la mélanine dans les mélanocytes et de la dégradation de la tyrosine. C'est un substrat de la dopachrome tautomérase, qui catalyse sa tautomérisation en dopachrome.